# Gornja Mutnica
Gornja Mutnica (em cirílico: Горња Мутница) é uma vila da Sérvia localizada no município de Paraćin, pertencente ao distrito de Pomoravlje, na região de Pomoravlje. A sua população era de 623 habitantes segundo o censo de 2011.

## Demografia
| 1948 | 1953 | 1961 | 1971 | 1981 | 1991 | 2002 | 2011 |
| ---- | ---- | ---- | ---- | ---- | ---- | ---- | ---- |
| 1446 | 1438 | 1366 | 1240 | 1134 | 1093 | 740  | 623  |